# کاترین سولا
کاترین سولا (انگلیسی: Catherine Sola؛ ۱۹ ژانویه ۱۹۴۱ – ۱۲ سپتامبر ۲۰۱۴) بازیگر سینما و تلویزیون اهل فرانسه بود. از فیلم‌هایی که وی در آن نقش داشته‌است، می‌توان به خورشید در چشمان تو، آخرین تانگو در پاریس، فیلم دلپذیر، آدم اول و جرج کی؟ اشاره کرد.